# The Ultimate Fighter: Team Hughes vs Team Serra Finale
The Ultimate Fighter: Team Hughes vs. Team Serra Finale (noto anche come The Ultimate Fighter 6 Finale) era un evento di arti marziali miste organizzato dall'Ultimate Fighting Championship (UFC) l'8 dicembre 2007. In primo piano c'erano le finali di The Ultimate Fighter: Team Hughes vs Team Serra nella divisione dei Pesi welter, nonché un evento principale tra Roger Huerta e Clay Guida.

## Risultati
|                                                                   | Divisione       |                     |                 |                  | Metodo                                   | Round           | Tempo           | Premio          |
| Card principale                                                   | Card principale | Card principale     | Card principale | Card principale  | Card principale                          | Card principale | Card principale | Card principale |
| ----------------------------------------------------------------- | --------------- | ------------------- | --------------- | ---------------- | ---------------------------------------- | --------------- | --------------- | --------------- |
|                                                                   | Pesi Leggeri    | Roger Huerta        | batte           | Clay Guida       | Sottomissione (rear-naked choke)         | 3               | 0:51            | FOTN            |
| Finale del torneo The Ultimate Fighter: Team Hughes vs Team Serra | Pesi Welter     | Mac Danzig          | batte           | Tom Speer        | Sottomissione (rear-naked choke)         | 1               | 2:01            |                 |
|                                                                   | Pesi Welter     | John Koppenhaver    | batte           | Jared Rollins    | KO Tecnico (pugni)                       | 3               | 2:01            | KOTN FOTN       |
|                                                                   | Pesi Welter     | George Sotiropoulos | batte           | Billy Miles      | Sottomissione (rear-naked choke)         | 1               | 1:36            |                 |
|                                                                   | Pesi Welter     | Ben Saunders        | batte           | Daniel Barrera   | Decisione unanime (30-27, 29-28, 30-27)  | 3               | 5:00            |                 |
| Card preliminare                                                  |                 |                     |                 |                  |                                          |                 |                 |                 |
|                                                                   | Pesi Welter     | Matt Arroyo         | batte           | John Kolosci     | Sottomissione (armbar)                   | 1               | 4:42            | SOTN            |
|                                                                   | Pesi Welter     | Jonathan Goulet     | batte           | Paul Georgieff   | Sottomissione tecnica (rear-naked choke) | 1               | 4:42            |                 |
|                                                                   | Pesi Welter     | Roman Mitichyan     | batte           | Dorian Price     | Sottomissione (ankle-lock)               | 1               | 0:23            |                 |
|                                                                   | Pesi Welter     | Troy Mandaloniz     | batte           | Richie Hightower | KO Tecnico (pugni)                       | 1               | 4:20            |                 |

## Premi
- FOTN: Fight of the Night (vengono premiati entrambi gli atleti per il miglior incontro dell'evento)
- SOTN: Submission of the Night (viene premiato il vincitore per la migliore sottomissione dell'evento)
- KOTN: Knockout of the Night (viene premiato il vincitore per il miglior knockout dell'evento)